# Скоче
Скоче (пол. Skocze, нім. Grönfleet, until 1938 Skötschen) — село в Польщі, у гміні Ґолдап Ґолдапського повіту Вармінсько-Мазурського воєводства.
Населення — 107 осіб (2011).
У 1975-1998 роках село належало до Сувальського воєводства.

## Демографія
Демографічна структура станом на 31 березня 2011 року:
|          | Загалом | Допрацездатний вік | Працездатний вік | Постпрацездатний вік |
| -------- | ------- | ------------------ | ---------------- | -------------------- |
| Чоловіки | 59      | 18                 | 37               | 4                    |
| Жінки    | 48      | 12                 | 27               | 9                    |
| Разом    | 107     | 30                 | 64               | 13                   |